# Ricardo López
Ricardo López (14. ledna 1975 – 12. září 1997), také známý pod přezdívkou Björk Stalker, byl deratizátor mexického původu který se pokusil o vraždu islandské zpěvačky Björk. Narodil se v Uruguayi, později se přestěhoval do Lawrenceville se svou rodinou.

## Raný život
Ricardo se narodil v Montevideu v Uruguayi. Později se s jeho rodinou přestěhovali do Lawrenceville. Tam si našel Ricardo práci jako deratizátor. Se svou rodinou měl dobrý vztah, byl často popisován jako bezstarostný, ale introvertní. Měl několik mužských přátel, ale nikdy si nenašel žádné ženské přátele, ani přítelkyni neměl, protože míval pocity trapnosti a nedostatečnosti kolem žen. López trpěl Klinefelterovým syndromem.
S touhou stát se slavným umělcem López opustil střední školu. Umělecké kariéře se však celkem nevěnoval kvůli pocitu méněcennosti a strachu z odmítnutí přihlášky na uměleckou školu. Častokrát pracoval pro firmu jeho bratra na ochraně proti škůdcům, aby se uživil. Ve věku 17 let se stal López samotářem a jako prostředek úniku se stáhl do světa fantazií a rozhodl se být fascinován celebritami.

## Posedlost zpěvačkou Björk
Roku 1993 se López zaměřil na islandskou zpěvačku známou pod jménem Björk. Začal si shromážďovat informace o jejím každodenním životě, sledoval její kariéru, a posílal ji fanouškovské dopisy. Zpočátku ji López citoval jako svou múzu a řekl, že jeho poblouznění mu dalo „euforický pocit“.  Jak čas plynul, jeho fixace se stala všepohlcující a on se stále více odpojoval od reality. Ve svém deníku López psal o touze být přijat Björk a být osobou, která měla „vliv na její život“.  Snil o tom, že vynalezne stroj času, aby cestoval do roku 1970 a spřátelil se s ní jako dítě.  Jeho fantazie o Björk nebyly sexuální; Do deníku si zapsal: „Nemohl jsem mít sex s Björk, protože ji miluji“.
Lópezův deník celkem obsahoval 803 stran s jeho pasážemi a myšlenkami o Björk a jeho pocitech jeho nedostatečnosti kvůli nadváze, jeho znechucení a rozpacích z jeho gynekomastie a také o jeho neschopnosti najít si přítelkyni. Označil se za „ztroskotance, co se ani nenaučil řídit“ a stěžoval si na svou podřadnou práci deratizátora, kvůli které vydělával málo peněz.